# Nauendorf (Saale)
Pour les articles homonymes, voir Nauendorf.
Nauendorf est une ancienne commune dans l'arrondissement de Saale à Saxe-Anhalt en Allemagne. Depuis le 1er janvier 2011, il fait partie de la ville de Wettin-Löbejün.